# Navacerrada
Navacerrada är en kommun i Spanien. Den ligger i den autonoma regionen Madrid, i den centrala delen av landet, 50 km nordväst om huvudstaden Madrid. Antalet invånare är 3 290 (2024). Arean är 27,29 kvadratkilometer. Navacerrada gränsar till Becerril de la Sierra, Collado Mediano, Cercedilla, Manzanares el Real, El Boalo och San Ildefonso. 